# Kongsgård

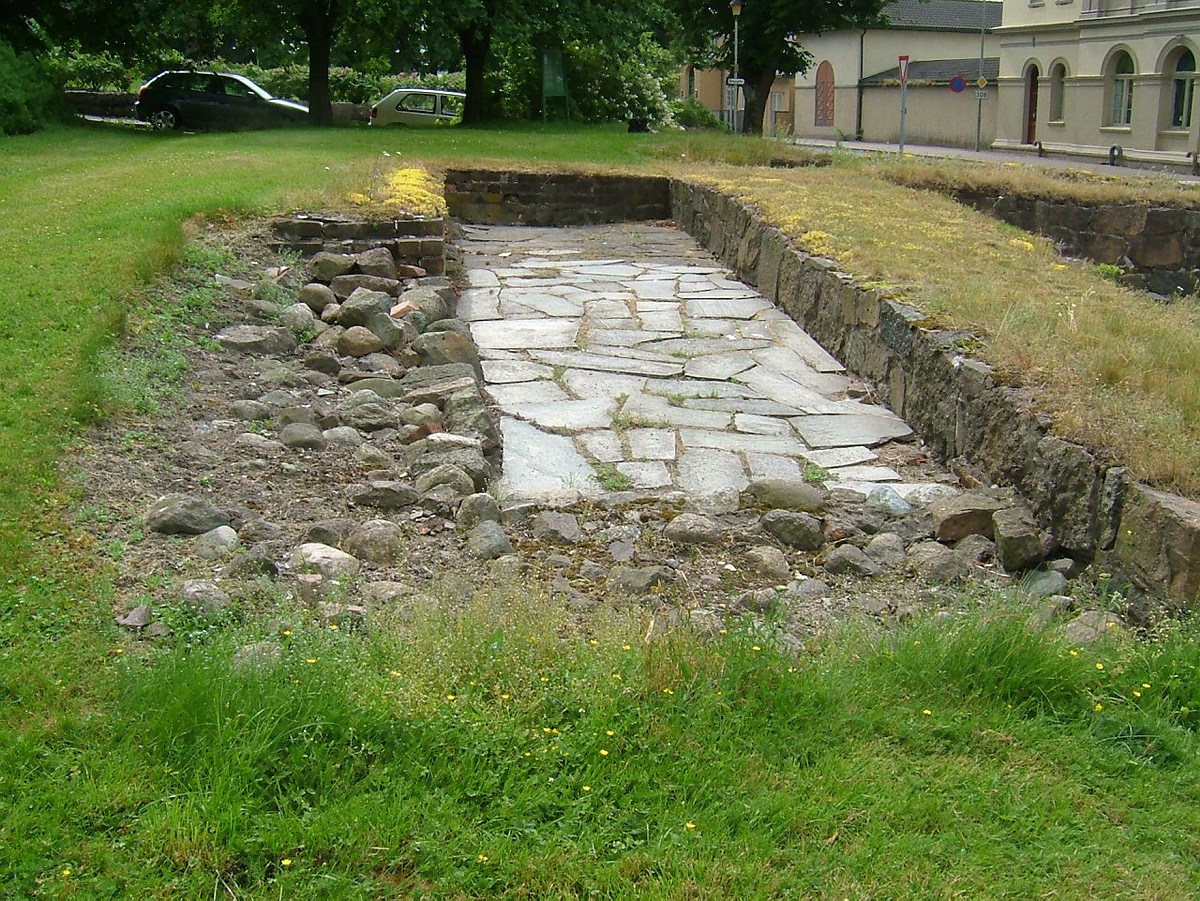
Ruinas de una kongsgård en Oslo, construida por el rey Håkon Håkonsson

Kongsgård (en sueco: kungsgård) es una residencia, finca o tierra de cultivo que ha pertenecido o todavía pertenece a los monarcas o familias reales escandinavas.

## Historia
Durante la época vikinga y la Alta Edad Media, las naciones de Escandinavia se organizaron como uniones políticas frágiles, un sistema que a menudo conducía a conflictos y disturbios internos. Para mantener el control, los reyes escandinavos viajaban con frecuencia a lo largo de sus reinos para supervisar. Los kongsgård luego funcionarían como residencias temporales para los reyes y, a menudo, se fortificaron y se desarrollaron gradualmente en propiedades principales más grandes. A lo largo de la Baja Edad Media, muchas propiedades reales se reforzaron con castillos. Con el tiempo, los reyes pudieron unificar sus países y consolidar su poder, gobernando en cambio desde un solo asiento o capital.

## Kongsgård en Noruega
El primer rey de Noruega, el rey Harald I, ordenó a sus condes y a su hersir que construyeran propiedades y granjas a lo largo de la costa noruega que pertenecerían al rey y al hird. El rey Harald establecería la importante finca Kongsgård de Alrekstad en Bergen, que funcionaba como su sede del poder. En la Edad Media, el rey Eystein I de Noruega reubicó la finca Alrekstad en Bergen, construyendo un nuevo palacio fortificado donde actualmente se encuentra la fortaleza de Bergenhus.
Otras kongsgård incluyen:
- Finca de Oslo Kongsgård

- Avaldsnes Kongsgård
- Kongsgård en Fitjar
- Kongsgård en Seim
- Værne Kloster[5]
- Abadía de Utstein[6]

## Kongsgård en Dinamarca
- Corselitze[7]
- Abadía de Børglum[8]

## Kongsgård en Suecia
- Husby
- Palacio de Karlberg[9]
- Kaknäs
- Upsala öd

## En las islas Feroe
- Kirkjubøargarður en Kirkjubøur[10]